# Antioquiatapaculo
Der Antioquiatapaculo oder Páramotapaculo (Scytalopus canus) zählt innerhalb der Familie der Bürzelstelzer (Rhinocryptidae) zur Gattung Scytalopus.
Früher wurde die Art als Unterart (Ssp.) des Andentapaculos (Scytalopus magellanicus) angesehen, später dann der weiter verbreitete Kordillerentapaculo (Scytalopus opacus) als konspezifisch betrachtet.
Die Art ist endemisch in Kolumbien in den westlichen Kordilleren.
Das Verbreitungsgebiet umfasst eine schmale Vegetationszone um die Wald- und Baumgrenze herum zwischen Bergwald und Páramo, gerne im Bambusbewuchs zwischen 2800 bzw. 3300 und 3000 bzw. 3500 m Höhe.
Das Artepitheton kommt von lateinisch canus ‚grau‘.

## Merkmale
Der Vogel ist mit etwa 10 cm ziemlich klein und wiegt 14 bis 15 g. Die Art ist ziemlich schlicht grau. Das Männchen ist dunkelgrau auf der Oberseite und durchgehend tiefgrau auf der Unterseite. Die Iris ist dunkelbraun, der Schnabel auf der Oberseite schwärzlich, ansonsten dunkelgrau mit blasserer Schnabelbasis. Die Füße sind außen dunkel graubraun bis schwärzlich und innen blasser.
Die Art ist monotypisch.

## Stimme
Der Gesang wird als schneller werdendes, schnelles quäkendes Trillern über 4 bis 12 s beschrieben, jedoch deutlich langsamer als der des Kordillerentapaculos (Scytalopus opacus).

## Lebensweise
Die Nahrung besteht aus kleinen Wirbellosen und wohl auch Beerenobst, die auf bemoosten Baumstämmen, an Zweigen in dichtem Gebüsch und auf dem Erdboden gesucht werden.
Über die Brutzeit ist nichts bekannt.

## Gefährdungssituation
Der Bestand gilt als stark gefährdet (endangered).